# Tachina pulverea
Tachina pulverea là một loài ruồi trong họ Tachinidae.